# Престон Такер
Пре́стон Та́кер (англ. Preston Thomas Tucker; 21 вересня 1903 — 26 грудня 1956) — американський підприємець та конструктор автомобілів, головний герой біографічного кінофільму «Такер: Людина і його мрія» (1988).

## Молоді роки
Престон Такер народився в Капаку у штаті Мічиган. Дитячі роки проходили в Лінкольн-Парку, передмісті Детройта, де Престон з 11 років навчався керувати автомобілем і незабаром став палким прихильником моторизації. У віці 16 років почав купувати, ремонтувати й продавати вживані автомобілі. Пробував відвідувати вищу технічну школу в Детройті та згодом її покинув заради роботи на підприємстві «Cadillac». Після цього служив (1920—1930) у поліції Лінкольн-Парку, але був звільнений через лихацьке водіння автомобілем та мотоциклом. Наступним місцем роботи стала «Ford Motor Company», де він працював робітником, — яке він невдовзі покинув заради роботи менеджером з продажу автомобілів «Студебекер» (англ. Studebaker) класу «люкс» у салоні Мітчелла Дуліана (англ. Mitchell Dulian) у Мемфісі, штат Теннессі. Короткий час займав посаду регіонального керівника компанії «Пірс-Ерроу» (англ. Pierce Arrow). «Велика депресія» призвела до зупинки продажів розкішних авто. У 1933 році Такер повернувся до Детройту, де відкрив дилерський пункт фірми «Dodge» компанії «Chrysler».

## Інтерес до автоспорту
Одночасно Такер став цікавитись автомобільними перегонами, брав участь у перегонах на автодромі «Індіанаполіс Мотор Спідвей». Щоб бути ближче, перебрався до Індіанаполіса, де підробляв також дистриб'ютором пива. Тоді ж познайомився з Гаррі Міллером (англ. Harry Miller), інженером і конструктором гоночних автомобілів та двигунів до них для перегонів «Індіанаполіс 500». Коли у 1933 році фірма Міллера збанкрутувала, Такер запросив його до виробництва болідів власної конструкції. У 1934 році Такер став одним із керівників «Амерікен Отомотів Корпорейшн» (англ. American Automotive Corporation) з метою налагодити виробництво спортивних і гоночних автомобілів. У 1935 році заснував «Miller and Tucker, Inc.», яка працювала до смерті Міллера у 1943 році. У цей же період Такер познайомився з інженером-механіком Джоном Едді Оффуттом (англ. John Eddie Offutt), з яким надалі тісно співпрацював.

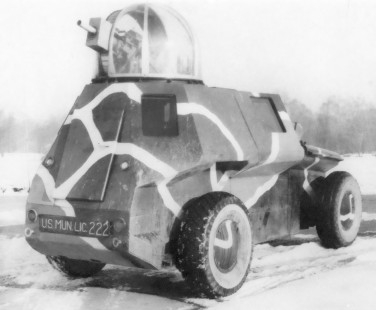
Бронеавтомобіль конструкції Такера

## Підприємництво
Напередодні Другої світової війни на замовлення нідерландського уряду розробив конструкцію бронеавтомобіля, але через початок війни та капітуляцію Нідерландів угода залишилася нереалізованою. Через це Такер передав технічну документацію і прототипи розробки американському військовому відомству.
Тоді ж, у 1940 році, Такер заснував фірму «Tucker Aviation Corporation», котра почала займатися питаннями розробки та виробництва військових літаків. Було спроєктовано літак-винищувач «Tucker XP-57», який, однак, не пішов у виробництво, а сама фірма зазнала фінансових труднощів.

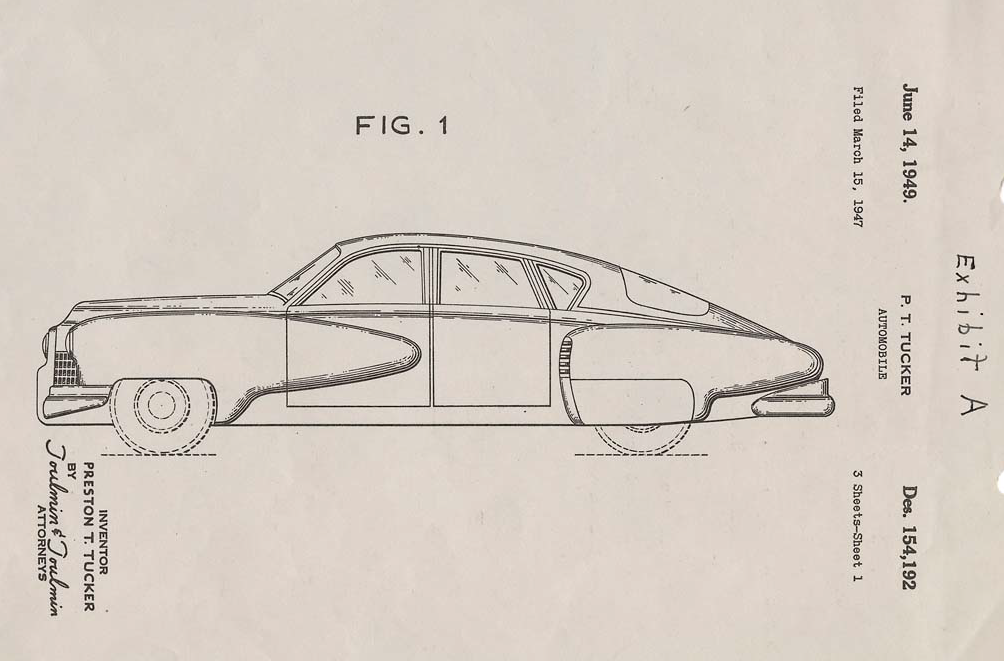
Рисунок автомобіля проєкту Такера (1948) з патентної заявки

У 1943 році повернувся у Мічиган і заснував Tucker Corporation.
У грудні 1946 року в пресі з'явились малюнки моделі легкового автомобіля «Такер Торпедо» (англ. Tucker Torpedo). І зовнішній вигляд, і конструкція автомобіля видавалися дуже незвичними. Розробниками планувалось, що опозитний двигун із системою впорскування буде позбавлений розподільних валів у механізмі газорозподілу, а керування клапанами здійснюватиме гідропривід. Кермо планувалося розташувати не зліва чи справа, а по осі автомобіля. Від коробки передач мали намір відмовитись: крутний момент до ведучих коліс мали передавати гідротрансформатори, встановлені на колінчастому валу. Компонування — задньомоторне, задньопривідне.
У 1948 році з'явився прототип моделі легкового автомобіля «Tucker Torpedo». На колишньому авіаційному заводі в Чикаго було виготовлено 51 штуку майже ідентичних автомобілів. Реальність суттєво скоригувала фантазії творця, але автомобіль все одно вийшов «не таким як у всіх».
Конструкція цього автомобіля була досить передовою й містила багато нетипових на той час технічних рішень. До них належали: центрально розташована фара («око циклопа»), що поверталась у напрямку повороту коліс від керма, незалежна підвіска усіх коліс, що знайшла застосування у європейських виробників авто аж через 20 років. У моторному відсіку розташувався опозитний 6-циліндровий двигун від гелікоптера, а трансмісія отримала вакуумно-електричний механізм перемикання передач. Максимальна швидкість автомобіля становила 190 км/год, а прискорення давало змогу досягати 100 км/год за 10 секунд. Автомобіль мав цікаві рішення з безпеки, наприклад: загартоване лобове скло, що у випадку аварії розсипалося на дрібні шматки, запобігаючи пораненню пасажирів.
Від початку свого існування фірма «Tucker Corporation» мала проблеми з керівництвом та із зовнішнім тиском конкурентів. Конкуренти і політики, пов'язані з Детройтом, всіма силами намагалися дискредитувати Такера та його проєкт, закидаючи останньому низькі параметри безпеки. Такера, до того ж, звинуватили у фінансових махінаціях й незаконному привласненні 30 млн доларів, отриманих від урядового Комітету з фінансування й реконструкції. У березні 1948 року суд позбавив Такера контролю над фірмою, а 4 листопада 1949 року її закрили. Хоча Такера згодом і виправдали, він не став продовжувати розпочату справу.

## Останні роки
У 1955 році переїхав до Бразилії, де спробував налагодити виробництво із привізних комплектів невеликих дешевих автомобілів під маркою «Такер-Каріока» (англ. Tucker Carioca). Проте і цей проєкт зазнав невдачі.
Після повернення до США Такер захворів на запалення легенів, як ускладнення від нещодавно виявленого раку легенів, і помер 26 грудня 1956 року.